# Treffort-Cuisiat
Treffort-Cuisiat är en kommun i departementet Ain i regionen Auvergne-Rhône-Alpes i östra Frankrike. Kommunen ligger  i kantonen Treffort-Cuisiat som ligger i arrondissementet Bourg-en-Bresse. Kommunens areal är 39,41 km². År 2015 hade Treffort-Cuisiat 1 728 invånare.

## Befolkningsutveckling
Antalet invånare i kommunen Treffort-Cuisiat
Referens: INSEE